# Víctor Garcia i Tomàs
Víctor Garcia i Tomàs (Castelló de la Plana, 18 de novembre de 1979) és un polític valencià, alcalde de l'Alcora i diputat a les Corts Valencianes en la IX legislatura.

## Biografia
Enginyer superior industrial i professor de música, ha estat director de projectes d'enginyeria i professor associat a la Universitat Jaume I. Fou elegit regidor de l'ajuntament de l'Alcora a les eleccions municipals espanyoles de 2007 i 2011 per la Coalició Compromís. A les eleccions municipals espanyoles de 2015 en fou escollit alcalde.
Ha estat elegit diputat per Castelló de la Coalició Compromís a les eleccions a les Corts Valencianes de 2015. És president de la Comissió d'Indústria i Comerç, Turisme i Noves Tecnologies de les Corts Valencianes.Actualment treballa com a professor de tecnologia a l' IES l' Alcalatén.